# Mouilleron-Saint-Germain
Mouilleron-Saint-Germain è un comune francese del dipartimento della Vandea nella regione dei Paesi della Loira.
È stato creato il 1º gennaio 2016 dalla fusione dei preesistenti comuni di Mouilleron-en-Pareds e Saint-Germain-l'Aiguiller.
Il capoluogo è la località di Mouilleron-en-Pareds.